# Švédská rallye 2008
Švédská rallye 2008 byla druhou soutěží Mistrovství světa v rallye 2008. Konala se ve dnech 8. až 10. února. Vítězem se stal Jari-Matti Latvala s vozem Ford Focus RS WRC, který se tak stal nejmladším vítězem soutěže Mistrovství světa. 

## Průběh soutěže
Úvodní divácký test vyhrál Petter Solberg s vozem Subaru Impreza WRC. Teplé počasí způsobovalo tání sněhu a tak byliznevýhodnění jezdci startující na prvních místech. Všech 6 klasických zkoušek první etapy vyhrál Latvala díky desáté startovní pozici a vybudoval si náskok 48 sekund. Na druhém místě se držel jeho týmový kolega Mikko Hirvonen. Chris Atkinson s Imprezou chyboval a ztratil 15 minut v závějích. Na čtvrtém testu havaroval Sebastien Loeb, který poslal svůj Citroën C4 WRC přes střechu a následně odstoupil pro poruchu spojky. Kvůli poruše odstoupil i Per-Gunnar Andersson se Suzuki SX4 WRC. Díky dobrým časům se na třetí pozici posunul Henning Solberg a za něj Gianluigi Galli, kteří oba jeli na Fordech. Na páté pozici se držel Petter Solberg. V druhé etapě se v rámci superrally do soutěže vrátili Loeb, který vyhrál první a třetí test etapy. Ten druhý vyhrál jeho týmový kolega Dani Sordo, který pak vyhrál i 13. zkoušku. Loeb ale vzápětí odstoupil kvůli přehřívání. Henning Solberg měl defekt a přišel o třetí pozici. Ve snaze získat jí zpátky havaroval a propadl se. Poslední test dne vyhrál Hirvonen, který tak upevnil své druhé místo. Ve třetí etapě vyhrál 5 ze šesti úseků Henning Solberg. Přesto se neprobojoval ani mezi prvních 10. Z páté pozice odstoupil Matthew Wilson kvůli poruše.

## Výsledky
1. Jari-Matti Latvala, Miikka Anttila - Ford Focus RS WRC
2. Mikko Hirvonen, Jarmo Lehtinen - Ford Focus RS WRC
3. Gianluigi Galli, Giovanni Bernacchini - Ford Focus RS WRC
4. Petter Solberg, Phil Mills - Subaru Impreza WRC
5. Andreas Mikkelsen, Ola Floene - Ford Focus RS WRC
6. Dani Sordo, Marc Marti - Citroën C4 WRC
7. Toni Gardemeister, Tomi Tuominen - Suzuki SX4 WRC
8. Juho Hänninen, Mikko Markkula - Mitsubishi Lancer EVO IX
9. Mads Ostberg, Ole Kristian Unnerud - Subaru Impreza WRC
10. Jari Ketomaa, Miika Teiskonen - Subaru Impreza WRC